# Grot van Bernifal
De Grot van Bernifal is een grot en een archeologische vindplaats van rotskunst uit het midden van het Magdalénien in de Franse gemeente Meyrals.
De rotskunst werd ontdekt door Denis Peyrony in 1902. Er werd onderzoek verricht door Henri Breuil, Alain Roussot en door Christian en Claude Archambeau. De grot is toegankelijk voor het publiek.
De meest weergegeven diersoort in Bernifal is de mammoet. Er zijn er 25 afgebeeld, waarvan een getekend in klei is getekend hoog in de grot. Verder zijn er 7 afbeeldingen van paarden, 1 van een ezel, 7 van runderen, 2 van herten en ongeveer 10 van niet-geïdentificeerde dieren. Kenmerkend voor het midden van het Magdalénien zijn afbeeldingen van tentvormige structuren (tectiform). Een van de 13 aanwezige tectiformen in deze grot is opgebouwd uit dicht bij elkaar geplaatste rode stippen.

transcriptie van een tectiform uit Bernifal